# Niersporig wasbekertje
Het niersporig wasbekertje (Orbilia xanthostigma) is een schimmel behorend tot de familie Orbiliaceae. Het leeft saprotroof in groepjes op dood hout. Het komt in allerlei bostypen voor, van nat, voedselrijk wilgenstruweel en elzenbroekbos tot droog, voedselarm dennenbos, maar het prefereert loofhout. Zoals de Nederlandse naam al aanduidt heeft dit wasbekertje niervormige, soms bijna cirkelvormige sporen. 

## Kenmerken
Vruchtlichamen (apothecia) zijn steelloos, onbehaard, schotelvormig, plat, zeer klein, oranje, gelatineachtig en glazig doorschijnend (halftransparant). De diameter is 0,3 tot 1 mm. asci zijn 8-sporig en meten 30 × 4-4,5 µm. De ascosporen zijn glad, hyaliene, met verbrede uiteinden en meten 2,3–2,6 × 1,1–1,3 µm . De sporen zijn sterk gekromd of tot half cirkelvormig. Parafysen zijn cilindrisch en iets langer dan de ascus. 
Moleculaire studie heeft aangetoond dat Orbilia leucostigma en Orbilia xanthostigma in Europa twee aparte soorten betreffen. Tevens blijkt dat in dit continent de kleur van de apothecia ook bepaalt welke soort het betreft. De eerste genoemde is namelijk wittig en de laatste genoemde bleek fel geel . 

## Verspreiding
Orbilia xanthostigma is wijdverbreid. Het zwaartepunt ligt in Europa en Noord-Amerika, maar er zijn ook waarnemingen bekend uit Midden-Amerika, Zuid-Amerika, Afrika, Azië (enkele landen) en Oceanië (Australië en Nieuw-Zeeland) . In Nederland komt het algemeen voor. Het is niet bedreigd en staat niet op de rode lijst.

## Foto's

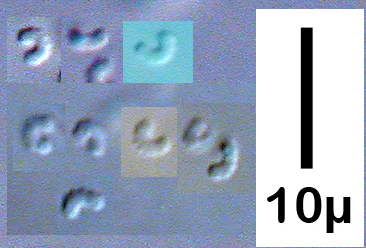
Niervorige sporen
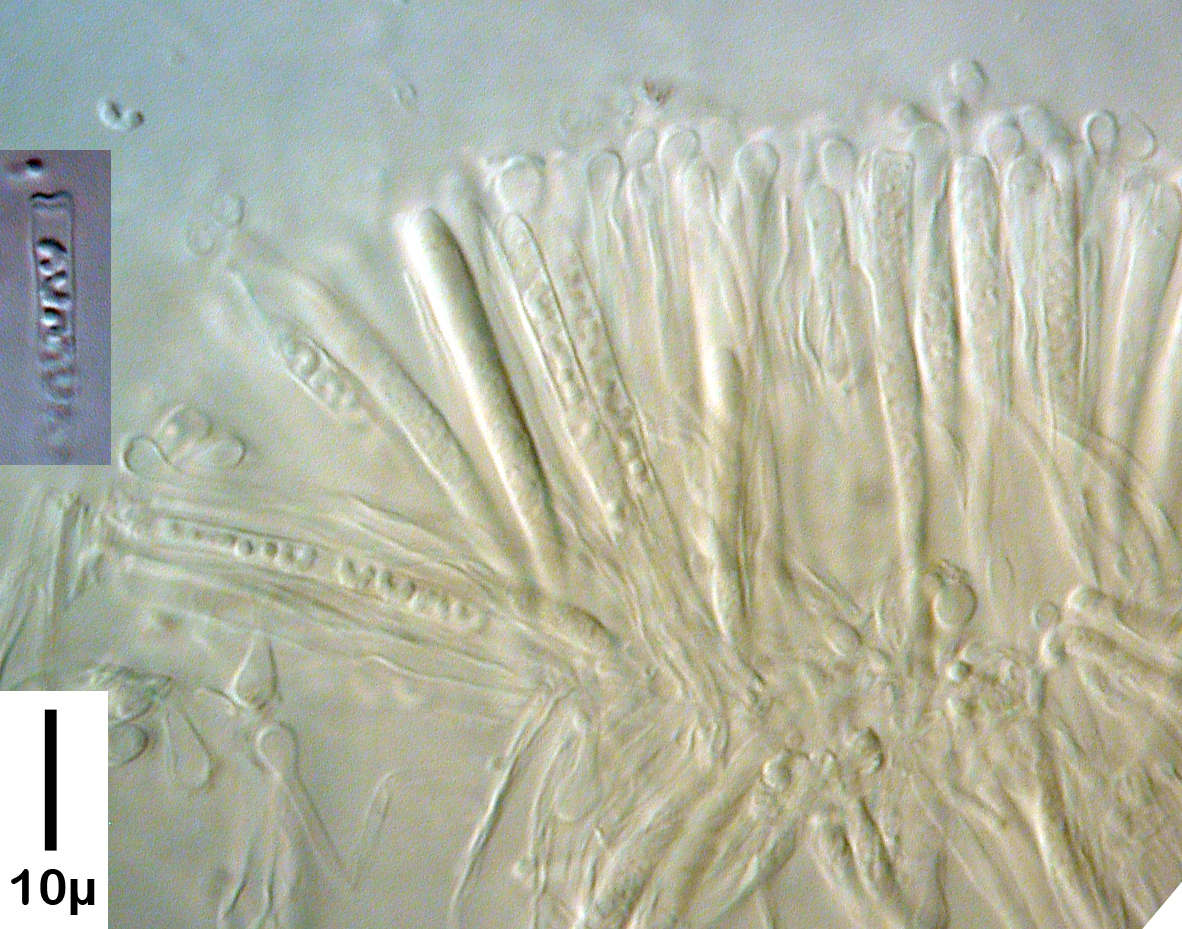
Parafysen met asci en sporen